# Steeloogaasgarnaal
De steeloogaasgarnaal (Mesopodopsis slabberi) is een aasgarnalensoort uit de familie van de Mysidae. De wetenschappelijke naam van de soort is voor het eerst geldig gepubliceerd in 1861 door Pierre-Joseph van Beneden.
Deze soort komt voor in de noordoostelijke Atlantische Oceaan, de westelijke Oostzee, de Middellandse Zee, de Zwarte Zee, de zee van Marmara en de zee van Azov. Ze is vooral talrijk aanwezig in estuaria, zoals de Westerschelde of de Ebro-rivierdelta. Vele soorten van vissen voeden zich ermee.
De soort is genoemd naar Martinus Slabber, die ze in 1778 beschreef in zijn werk Natuurkundige Verlustigingen als "Steur-garnaal met trompetswyze oogen". Slabber gaf echter geen wetenschappelijke naam aan het diertje, dat hij in 1768 had gevangen.